# Folly

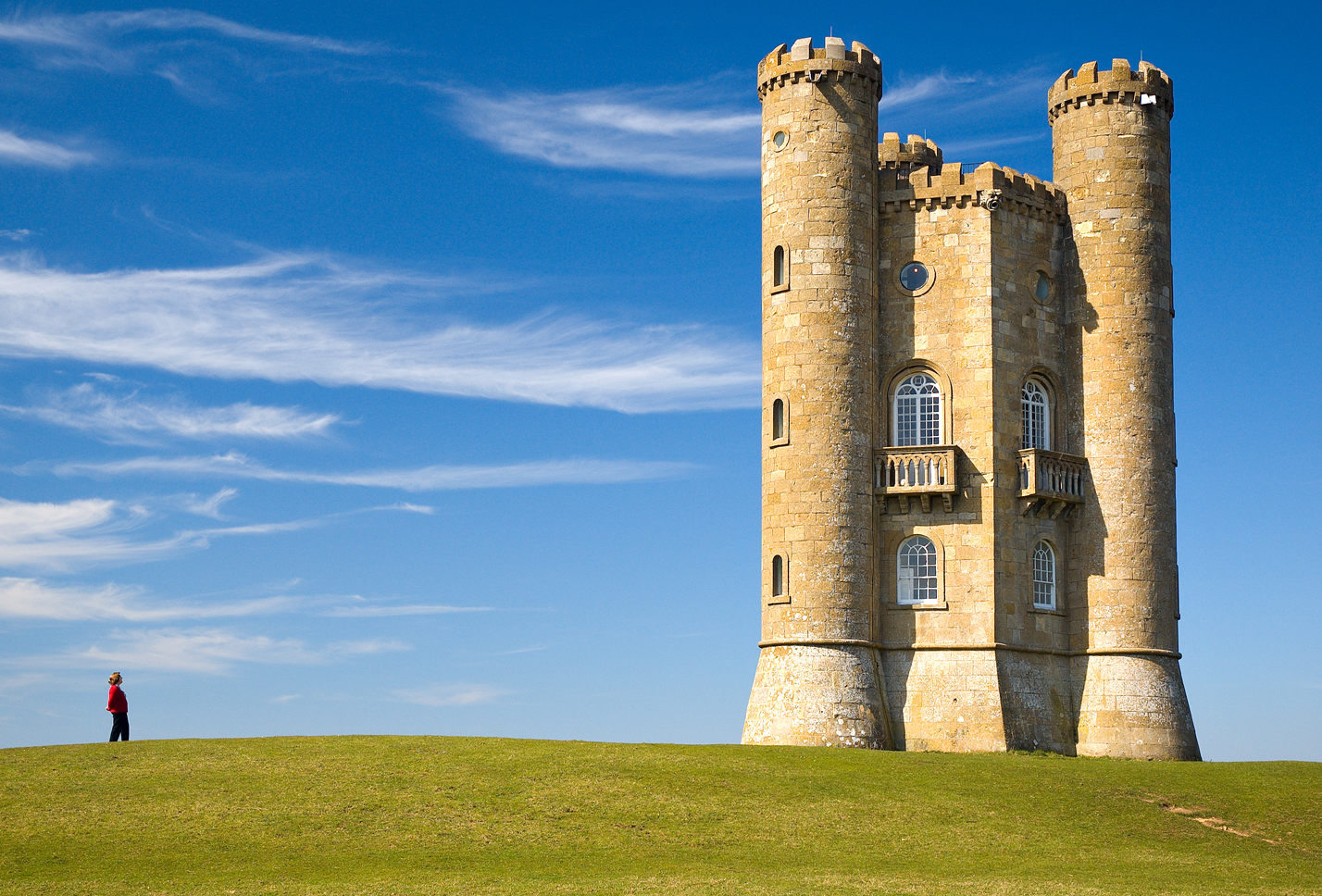
Broadway Tower – przykład neogotyckiej architektury ogrodowej

Folly (ang.) – w architekturze, obiekt zbudowany w celu dekoracyjnym, sugerujący jego inne przeznaczenie lub celowo skomponowany fantazyjnie lub niezharmonizowany z otoczeniem, mający bawić i szokować. Początkowo budowle tego typu nie miały żadnego zastosowania praktycznego, później termin ten używany bywa także w odniesieniu do budowli spełniających też inne drugorzędne funkcje.
Przykłady budowli folly to atrapy zamków lub celowo budowanych ruin zamków, jak np. romantyczne ruiny w Orzechu, bądź starożytnych świątyń rzymskich, jak np. Świątynia Sybilli w Puławach.